# Jen i Sylvia Soska
Jen Soska i Sylvia Soska, siostry Soska (ur. 29 kwietnia 1983 w North Vancouver) – kanadyjskie rodzeństwo, duet reżyserski, producencki i scenopisarski, założycielki wytwórni Twisted Twins Productions. Są bliźniaczkami.

## Filmografia
- 2008: Kyle XY
- 2009: Dead Hooker in a Trunk
- 2012: American Mary
- 2014: ABCs of Death 2 (segment T is for Torture Porn)
- 2014: Oczy zła (See No Evil 2)
- 2015: Vendetta
- 2019: Rabid
- 2024: Festival of the Living Dead

## Nagrody i wyróżnienia
- 2012, Toronto After Dark Film Festival:
  - Nagroda Specjalna za reżyserię filmu American Mary[1][2]
- 2012, Screamfest:
  - nagroda Festival Trophy w kategorii najlepsza reżyseria (wyróżniony projekt: American Mary)[1][2]
- 2013, Brussels International Festival of Fantasy Film:
  - nagroda Silver Raven – specjalne wyróżnienie (American Mary)[1][2]
- 2013, Fright Meter Awards:
  - nagroda Fright Meter w kategorii najlepszy scenariusz (American Mary)[1][2]
  - nominacja do nagrody Fright Meter w kategorii najlepsza reżyseria (American Mary)[1][2]
- 2014, Chicago International Film Festival:
  - nominacja do Nagrody Publiczności (ABCs of Death 2)[1][2]